# Júlio César da Silva e Souza
Júlio César da Silva e Souza, mais conhecido como Júlio César (Itaguaí, 26 de fevereiro de 1980) é um ex-futebolista brasileiro que atuava como atacante.

## Carreira

### AEK Athens e Gaziantepspor
Júlio César jogou pelo lado grego no AEK Atenas em 2005-2008. Ele marcou o gol na vitória por 1-0 sobre o Milan na frente de 60.000 espectadores no Estádio Olímpico de Atenas, com um chute de fora da área.
Antes de deixar o AEK Atenas Júlio César declarou suas últimas palavras para a imprensa grega:
| “ | Eu nunca vou esquecer AEK e será sempre no meu coração, vou voltar algum dia. | ” |

Durante sua passagem pelo Gaziantepspor, na primeira parte da temporada 2009-10, ele marcou sete gols no Super Turco Lig.

### Figueirense
Em 2011 Júlio César veio se destacando no Brasileirão 2011, fez uma bela campanha no Figueirense, despertando interesses do Corinthians, Palmeiras e Botafogo. Durante esse ano Júlio César marcou um golaço de fora da área encobrindo o goleiro Jefferson do Botafogo. Em 2012, não vinha fazendo uma boa campanha e acabou perdendo a vaga para Caio, nova contratação do time na temporada. Voltou a sua posição no jogo contra o Botafogo depois de Caio sofrer uma lesão no jogo contra o Vasco em que o Figueirense perdeu por 3 a 1. Voltou a fazer um gol contra o Sport no Orlando Scarpelli, no dia 11 de novembro de 2012. Teve poucas atuações no campeonato e que não agradaram a torcida do Figueirense e deixou o clube no final de 2012.

### Coritiba
Em janeiro de 2013, Júlio César foi contratado pelo Coritiba. Sua estreia foi dia 27 de Janeiro, marcando seu primeiro gol de pênalti, na vitória por 2 a 0 contra o Cianorte. Marcou quatro gols em 17 de fevereiro, contra o Rio Branco em vitória por goleada de 7–0 fora de casa.

### Ceará
No dia 5 de agosto de 2015, Júlio César acertou com o Ceará até o final do ano, contratado com a missão de livrar o "Vozão" do rebaixamento da Série B.

### Mirassol
Em março de 2016, Júlio César acertou com o Mirassol.

### Goa
No dia 13 de setembro de 2016, Júlio César acertou com o Goa, jogará pelo Campeonato Indiano, que se inicia em outubro de 2016.

## Títulos
Fluminense
- Campeonato Carioca: 2002

Lokomotiv Moscou
- Campeonato Russo: 2002
- Supercopa da Rússia: 2003

Coritiba
- Campeonato Paranaense: 2013